# 1782
Il 1782 (MDCCLXXXII in numeri romani) è un anno  del XVIII secolo.

## Eventi
- 7 gennaio – Viene aperta la prima banca commerciale americana (Bank of North America).
- 5 febbraio – Le truppe spagnole scacciano quelle britanniche dalle Isole Baleari ed entrano a Palma di Maiorca.
- 27 marzo – Charles Watson-Wentworth, marchese di Rockingham diventa primo ministro della Gran Bretagna.
- 6 aprile – In Siam, Rama I succede al re Taksin, rovesciato con un'insurrezione guidata dalla nobiltà della capitale Thonburi. Finisce così il Regno di Thonburi ed inizia il Regno di Rattanakosin.
- 12 aprile – Battaglia delle Saintes: La flotta francese venne sconfitta dalla flotta britannica nello stretto di mare tra Dominica e le isole Saintes.
- 21 aprile – Fondazione di Bangkok.
- Luglio – L'Imperatore Giuseppe II riceve Papa Pio VI.
- 1º luglio – Pirati americani attaccano Lunenburg.
- 16 luglio – Prima rappresentazione dell'opera Il ratto dal serraglio di Wolfgang Amadeus Mozart.
- (Giorno non citato) Crollo del duomo antico della città pugliese di Terlizzi

## Cultura e società
- I fratelli Montgolfier fanno sollevare il primo pallone aerostatico.
- Pubblicazione del romanzo epistolare Le relazioni pericolose (Les liaisons dangereuses) di Choderlos de Laclos.
- Scoperta del molibdeno e del tellurio.
- James Watt perfeziona la macchina a vapore.
- Prima rappresentazione di Il ratto dal serraglio di Wolfgang Amadeus Mozart al Burgtheater

## Nati

### Gennaio
- 3 gennaio - El Pipila, rivoluzionario messicano († 1863)
- 3 gennaio - Philipp Franz von Walther, chirurgo e oculista tedesco († 1849)
- 5 gennaio - Robert Morrison, missionario, sinologo e lessicografo britannico († 1834)
- 8 gennaio - Tommaso Riario Sforza, cardinale italiano († 1857)
- 14 gennaio - Carl Ferdinand Langhans, architetto tedesco († 1869)
- 16 gennaio - Gaetano Scovazzo, politico italiano († 1868)
- 18 gennaio - Ferdinando Minucci, arcivescovo cattolico italiano († 1856)
- 18 gennaio - Daniel Webster, politico statunitense († 1852)
- 20 gennaio - Giovanni d'Asburgo-Lorena, nobile e politico austriaco († 1859)
- 20 gennaio - William Nott, ufficiale britannico († 1845)
- 20 gennaio - Jean-Jacques de Sellon, scrittore, filantropo e collezionista d'arte svizzero († 1839)
- 23 gennaio - Geōrgios Karaiskakīs, patriota greco († 1827)
- 24 gennaio - Francesco Maria Barzellotti, vescovo cattolico italiano († 1861)
- 26 gennaio - William George Keith Elphinstone, generale britannico († 1842)
- 27 gennaio - Ciro Pollini, medico e naturalista italiano († 1833)
- 29 gennaio - Daniel Auber, compositore francese († 1871)
- 29 gennaio - Franciszek Ścigalski, compositore e violinista polacco († 1846)

### Febbraio
- 2 febbraio - Henri de Rigny, ammiraglio francese († 1835)
- 4 febbraio - Francesco Luigi Giuseppe di Borbone-Busset, generale e politico francese († 1856)
- 6 febbraio - Giuseppe Maria Talucchi, architetto italiano († 1863)
- 8 febbraio - Malla Silfverstolpe, scrittrice svedese († 1861)
- 15 febbraio - Nicola Belletti, vescovo cattolico italiano († 1864)
- 15 febbraio - William Miller, teologo e filosofo statunitense († 1849)
- 19 febbraio - Maria Crocifissa delle Piaghe di Gesù, religiosa italiana († 1826)
- 19 febbraio - Paolina di Sagan, principessa tedesca († 1845)
- 20 febbraio - Friedrich Ernst Ludwig von Fischer, botanico russo († 1854)
- 22 febbraio - Johann Friedrich Ludwig Hausmann, mineralogista tedesco († 1859)
- 26 febbraio - Louise de Guéhéneuc, nobildonna francese († 1856)
- 27 febbraio - Jeanne Haze, religiosa belga († 1876)

### Marzo
- 7 marzo - Angelo Mai, cardinale, teologo e filologo classico italiano († 1854)
- 11 marzo - Natale Abbadia, compositore italiano († 1861)
- 12 marzo - Maria Cira Destro, religiosa e mistica italiana († 1818)
- 14 marzo - Thomas Hart Benton, politico statunitense († 1858)
- 17 marzo - Juan José Bonel y Orbe, cardinale e arcivescovo cattolico spagnolo († 1857)
- 18 marzo - John C. Calhoun, politico statunitense († 1850)
- 19 marzo - Wilhelm von Biela, ufficiale e astronomo austriaco († 1856)
- 20 marzo - Manuel Joaquín Tarancón y Morón, cardinale e arcivescovo cattolico spagnolo († 1862)
- 24 marzo - Aglaé Auguié, nobildonna francese († 1854)
- 24 marzo - Orest Adamovič Kiprenskij, pittore russo († 1836)
- 25 marzo - Carolina Bonaparte, principessa francese († 1839)
- 31 marzo - Louis-Hippolyte Lebas, architetto francese († 1867)

### Aprile
- 3 aprile - William Lyttelton, III barone Lyttelton, nobile e politico inglese († 1837)
- 4 aprile - Carlo Finelli, scultore italiano († 1853)
- 4 aprile - Vincenzo Flauti, matematico italiano († 1863)
- 7 aprile - Francis Legatt Chantrey, scultore inglese († 1841)
- 7 aprile - Marie-Anne Libert, botanica e micologa belga († 1865)
- 10 aprile - Francesco Nenci, pittore italiano († 1850)
- 14 aprile - Carlo Coccia, compositore italiano († 1873)
- 17 aprile - Stanislao Vincenzo Tomba, arcivescovo cattolico italiano († 1847)
- 18 aprile - Georg August Goldfuss, paleontologo e zoologo tedesco († 1848)
- 21 aprile - Friedrich Fröbel, pedagogista e filosofo tedesco († 1852)
- 25 aprile - Adriano Balbi, geografo e statistico italiano († 1848)
- 26 aprile - Maria Amalia di Borbone-Due Sicilie, principessa († 1866)
- 30 aprile - Leone Ciampa, arcivescovo cattolico italiano († 1854)

### Maggio
- 4 maggio - Friedrich Philipp Ritterich, oculista tedesco († 1866)
- 8 maggio - Michele Medici, anatomista e fisiologo italiano († 1859)
- 13 maggio - Ferdinand de Bertier de Sauvigny, politico e nobile francese († 1864)
- 17 maggio - Christoph Bernoulli, economista e naturalista svizzero († 1863)
- 17 maggio - Grigorij Ivanovič Gagarin, nobile, diplomatico e poeta russo († 1837)
- 18 maggio - Adolf von Lützow, ufficiale prussiano († 1834)
- 19 maggio - Ivan Fëdorovič Paskevič, generale russo († 1856)
- 29 maggio - James Murray, I barone Glenlyon, politico e ufficiale scozzese († 1837)
- 30 maggio - John Spencer, III conte Spencer, nobile e politico britannico († 1845)
- 30 maggio - Michail Semënovič Voroncov, generale russo († 1856)

### Giugno
- 1º giugno - Konstantin Markovič Poltorackij, generale russo († 1858)
- 3 giugno - Charles Waterton, naturalista e esploratore britannico († 1865)
- 4 giugno - Christian Martin Joachim Frähn, numismatico, orientalista e storico tedesco († 1851)
- 8 giugno - Pasquale Borrelli, giurista e filosofo italiano († 1849)
- 14 giugno - Anton Aloys Wolf, vescovo cattolico sloveno († 1859)
- 19 giugno - Félicité de La Mennais, presbitero, teologo e filosofo francese († 1854)
- 21 giugno - Maria Augusta di Sassonia, principessa sassone († 1863)
- 24 giugno - Juan Larrea, imprenditore e politico argentino († 1847)
- 25 giugno - Georg Joseph Sidler, politico svizzero († 1861)
- 29 giugno - Hans Christian Lyngbye, botanico danese († 1837)

### Luglio
- 2 luglio - Cesare Arici, poeta italiano († 1836)
- 3 luglio - Pierre Berthier, mineralogista e geologo francese († 1861)
- 5 luglio - Rosa Morandi, soprano italiano († 1824)
- 6 luglio - Maria Luisa di Borbone-Spagna, spagnola († 1824)
- 9 luglio - Tomaso Catullo, naturalista, geologo e zoologo italiano († 1869)
- 9 luglio - Lancelot-Théodore Turpin de Crissé, scrittore e pittore francese († 1859)
- 11 luglio - Pietro Naselli, arcivescovo cattolico italiano († 1862)
- 12 luglio - Étienne Marc Quatremère, orientalista e arabista francese († 1857)
- 14 luglio - Massimiliano Giuseppe d'Austria-Este, generale austriaco († 1863)
- 24 luglio - John Fox Burgoyne, generale britannico († 1871)
- 24 luglio - Marco Antonio Trefogli, pittore e stuccatore svizzero († 1854)
- 26 luglio - John Field, compositore e pianista irlandese († 1837)
- 27 luglio - Basilio Puoti, grammatico, lessicografo e critico letterario italiano († 1847)

### Agosto
- 1º agosto - Eugène de Mazenod, vescovo cattolico francese († 1861)
- 2 agosto - Joannes van Hooydonk, vescovo cattolico olandese († 1868)
- 7 agosto - Pietro Fontana, scultore italiano († 1857)
- 10 agosto - Vicente Guerrero, politico, generale e patriota messicano († 1831)
- 10 agosto - Charles James Napier, generale britannico († 1853)
- 15 agosto - Faustin Soulouque, politico haitiano († 1867)
- 17 agosto - Pierre-Luc-Charles Ciceri, scenografo francese († 1868)
- 18 agosto - Marcellin Marbot, generale francese († 1854)
- 20 agosto - Juliana d'Oyengauzen, nobildonna portoghese († 1864)
- 24 agosto - Michele Placucci, storico e scrittore italiano († 1840)
- 28 agosto - Antoine Maurice Apollinaire d'Argout, politico francese († 1858)
- 30 agosto - Cristiano del Palatinato-Zweibrücken, nobile e militare tedesco († 1859)

### Settembre
- 3 settembre - Camillo Milana, vescovo cattolico italiano († 1858)
- 3 settembre - Christian Ludwig Nitzsch, zoologo tedesco († 1837)
- 7 settembre - Antal Rudolf Apponyi, diplomatico ungherese († 1852)
- 7 settembre - Maria Elisabetta Guglielmina di Baden, duchessa († 1808)
- 7 settembre - Susan Edmonstone Ferrier, romanziera scozzese († 1854)
- 11 settembre - Giovanni Brighenti, pittore italiano († 1861)
- 14 settembre - Christian Magnus Falsen, giurista e storico norvegese († 1830)
- 14 settembre - Justyna Krzyżanowska, polacca († 1861)
- 16 settembre - Daoguang, imperatore cinese († 1850)
- 18 settembre - José Tomás Boves, generale spagnolo († 1814)
- 19 settembre - Karl von Fischer, architetto tedesco († 1820)
- 19 settembre - Paolo Gazelli di Rossana, nobile e politico italiano († 1844)
- 19 settembre - Robert Sale, ufficiale britannico († 1845)
- 23 settembre - Jacques Féréol Mazas, violinista francese († 1849)
- 23 settembre - Maximilian zu Wied-Neuwied, naturalista e etnologo tedesco († 1867)
- 24 settembre - William Symonds, ingegnere inglese († 1856)
- 25 settembre - Charles Robert Maturin, scrittore e drammaturgo irlandese († 1824)
- 29 settembre - Windham Quin, II conte di Dunraven e Mount-Earl, nobile irlandese († 1850)

### Ottobre
- 9 ottobre - Lewis Cass, politico statunitense († 1866)
- 11 ottobre - Georg Andreas von Rosen, generale russo († 1841)
- 12 ottobre - Henry Dodge, politico e militare statunitense († 1867)
- 25 ottobre - Levi Lincoln junior, politico statunitense († 1868)
- 26 ottobre - Tancredi Falletti di Barolo, nobile italiano († 1838)
- 27 ottobre - Niccolò Paganini, violinista, violista e chitarrista italiano († 1840)
- 29 ottobre - Giovanni Battista Niccolini, drammaturgo italiano († 1861)
- 30 ottobre - Lorenzo Maria di San Francesco Saverio, presbitero italiano († 1856)

### Novembre
- 1º novembre - Frederick John Robinson, politico britannico († 1859)
- 2 novembre - Eustoquio Díaz Vélez, militare argentino († 1856)
- 7 novembre - John Pye, incisore inglese († 1874)
- 13 novembre - Joseph Kornhäusel, architetto austriaco († 1860)
- 13 novembre - Esaias Tegnér, poeta e vescovo luterano svedese († 1846)
- 14 novembre - John Branch, politico statunitense († 1863)
- 16 novembre - Gilbert Elliot-Murray-Kynynmound, II conte di Minto, nobile e politico britannico († 1859)
- 17 novembre - Conrad Graf, inventore austriaco († 1851)
- 21 novembre - Antonio Beffa Negrini, militare italiano († 1839)
- 22 novembre - Sof'ja Petrovna Sojmonova, nobildonna russa († 1857)
- 30 novembre - Cesare Pompeo Castelbarco, nobile, politico e compositore italiano († 1860)
- 30 novembre - Giuseppe Moretti, botanico italiano († 1853)

### Dicembre
- 3 dicembre - Giuseppe Grasser, vescovo cattolico italiano († 1839)
- 3 dicembre - Henry William Pickersgill, pittore inglese († 1875)
- 5 dicembre - Martin Van Buren, politico statunitense († 1862)
- 7 dicembre - Nicolaus Michael Oppel, naturalista tedesco († 1820)
- 8 dicembre - Pavel Alekseevič Golicyn, ufficiale russo († 1848)
- 10 dicembre - Charles Nicolas Fabvier, ambasciatore e generale francese († 1855)
- 12 dicembre - Johann Anton Weinmann, botanico tedesco († 1858)
- 16 dicembre - Louis-Barthélémy Pradher, pianista, compositore e docente francese († 1843)
- 19 dicembre - Julius Vincenz von Krombholz, medico e micologo ceco († 1843)
- 21 dicembre - Benoit Tranquille Berbiguier, flautista e compositore francese († 1835)
- 21 dicembre - Christian Gottlob Kayser, editore tedesco († 1857)
- 22 dicembre - Benedetto Denti, vescovo cattolico italiano († 1853)
- 24 dicembre - Therese Brunetti, attrice teatrale e ballerina austriaca († 1864)
- 24 dicembre - Charles-Hubert Millevoye, poeta francese († 1816)
- 26 dicembre - Filarete, religioso russo († 1867)
- 27 dicembre - Bartolomeo Malacarne, architetto e urbanista italiano († 1842)
- 28 dicembre - Cajetan von Textor, chirurgo tedesco († 1860)
- 30 dicembre - Johann Benckiser, chimico tedesco († 1851)

### Senza giorno specificato
- Nicolas-Philibert Adelon, medico francese († 1862)
- William Allan, pittore scozzese († 1850)
- Antimo VI di Costantinopoli, arcivescovo ortodosso greco († 1878)
- Steen Steensen Blicher, scrittore danese († 1848)
- Pedro Campbell, militare e marinaio irlandese († 1832)
- Charlotte Dacre, scrittrice inglese († 1841)
- Antoine Dupré, poeta e drammaturgo haitiano († 1816)
- Agostino Fantastici, architetto e scenografo italiano († 1845)
- Luigi Garibbo, pittore italiano († 1869)
- Evgenij Aleksandrovič Golovin, generale russo († 1858)
- Alessandro Guerra, circense italiano († 1862)
- Pengiran Muda Hashim, nobile malese († 1846)
- Franz Katz, disegnatore, collezionista d'arte e miniaturista tedesco († 1851)
- Geōrgios Kountouriōtīs, politico greco († 1858)
- Vincenzo Luca, brigante italiano († 1810)
- Valerian Grigor'evič Madatov, generale russo († 1829)
- Paolo Mancuso, brigante italiano († 1811)
- Carlo Pallio di Rinco, militare italiano († 1842)
- Pomare II, re († 1821)
- Gaetano Santangelo, burattinaio italiano († 1832)
- José da Silva Carvalho, politico portoghese († 1856)
- John Simpson, pittore britannico († 1847)
- Tun Ali di Pahang, sovrano malese († 1857)
- Palden Tenpai Nyima, monaco buddhista tibetano († 1853)
- Benjamin Thorpe, filologo inglese († 1870)
- Iakovos Tombazis, ammiraglio greco († 1829)

## Morti

### Gennaio
- 1º gennaio - Johann Christian Bach, compositore tedesco (n. 1735)
- 1º gennaio - Juan Crespi, missionario spagnolo (n. 1721)
- 4 gennaio - Ange-Jacques Gabriel, architetto francese (n. 1698)
- 16 gennaio - Marcantonio Lombardi, vescovo cattolico italiano (n. 1710)
- 26 gennaio - Johann Wilhelm Becker, pittore, incisore e litografo tedesco (n. 1744)
- 26 gennaio - John Campbell, III conte di Breadalbane e Holland, politico e diplomatico scozzese (n. 1696)
- 27 gennaio - Leopoldina Maria di Anhalt-Dessau, nobile (n. 1716)
- 28 gennaio - Jean-Baptiste Bourguignon d'Anville, geografo e cartografo francese (n. 1697)
- 30 gennaio - Vasilij Michajlovič Dolgorukov, generale russo (n. 1722)

### Febbraio
- 7 febbraio - Ferdinando Fuga, architetto italiano (n. 1699)
- 9 febbraio - Giuseppe Luigi Assemani, presbitero, teologo e orientalista libanese (n. 1710)
- 9 febbraio - Benjamin Martin, linguista e lessicografo britannico (n. 1704)
- 9 febbraio - Jean Baptiste Barthélémy Thomas d'Estienne, ammiraglio francese (n. 1727)
- 10 febbraio - Michele Imperiali, nobile italiano (n. 1719)
- 10 febbraio - Friedrich Christoph Oetinger, teologo e teosofo tedesco (n. 1702)
- 14 febbraio - Manuel de Amat y Junient, generale spagnolo (n. 1707)
- 14 febbraio - Thomas Newton, scrittore e biblista inglese (n. 1704)
- 17 febbraio - Giuseppe I di Schwarzenberg, nobile e politico boemo (n. 1722)
- 26 febbraio - José Cadalso, scrittore e militare spagnolo (n. 1741)

### Marzo
- 1º marzo - John A. Treutlen, politico statunitense (n. 1734)
- 2 marzo - Sofia di Borbone-Francia, principessa francese (n. 1734)
- 4 marzo - Gaetano Matteo Pisoni, architetto svizzero (n. 1713)
- 7 marzo - Giovanni Maria Della Torre, scienziato, fisico e naturalista italiano (n. 1710)
- 9 marzo - Sava II Petrović-Njegoš, vescovo ortodosso serbo (n. 1702)
- 13 marzo - Andrea Pasta, medico e letterato italiano (n. 1706)
- 17 marzo - Daniel Bernoulli, matematico e fisico svizzero (n. 1700)

### Aprile
- 2 aprile - Giuseppe Vignoli, vescovo cattolico italiano (n. 1710)
- 2 aprile - Carl Heinrich von Wedel, generale e politico prussiano (n. 1712)
- 4 aprile - August Aleksander Czartoryski, principe polacco (n. 1697)
- 6 aprile - Taksin, militare siamese (n. 1734)
- 6 aprile - Matteo Gennaro Testa Piccolomini, arcivescovo cattolico italiano (n. 1708)
- 12 aprile - Pietro Metastasio, poeta, librettista e drammaturgo italiano (n. 1698)
- 16 aprile - Giuseppe Vasi, incisore e architetto italiano (n. 1710)
- 19 aprile - Marinos Carburis, ingegnere greco (n. 1729)
- 22 aprile - Anne Bonny, pirata irlandese (n. 1702)
- 22 aprile - Salvatore D'Aula, presbitero, letterato e filologo italiano (n. 1718)
- 22 aprile - Josef Seger, compositore e organista ceco (n. 1716)
- 27 aprile - John Campbell, IV conte di Loudoun, generale britannico (n. 1705)
- 30 aprile - Jean-Denis Dupré, ballerino francese (n. 1706)
- 30 aprile - Thomas Patch, pittore e incisore britannico (n. 1725)

### Maggio
- 1º maggio - Simone Augusto di Lippe-Detmold, conte (n. 1727)
- 5 maggio - Bernardino Giraud, cardinale e arcivescovo cattolico italiano (n. 1721)
- 6 maggio - Johann Caspar Füssli, pittore, disegnatore e scrittore svizzero (n. 1706)
- 7 maggio - Enrichetta Maria di Brandeburgo-Schwedt, nobildonna (n. 1702)
- 8 maggio - Sebastião José de Carvalho e Melo, nobile e politico portoghese (n. 1699)
- 13 maggio - Daniel Carlsson Solander, botanico e medico svedese (n. 1733)
- 15 maggio - Richard Wilson, pittore gallese (n. 1714)
- 15 maggio - Eustachio Zanotti, astronomo e ingegnere italiano (n. 1709)
- 20 maggio - William Emerson, matematico inglese (n. 1701)
- 20 maggio - Carlo Giovanni Testori, compositore e violinista italiano (n. 1714)
- 21 maggio - Robert Monckton, generale e politico britannico (n. 1726)
- 22 maggio - Federica d'Assia-Darmstadt, principessa tedesca (n. 1752)
- 25 maggio - Johann Caspar Goethe, giurista e scrittore tedesco (n. 1710)
- 26 maggio - Ali II ibn Husayn, sovrano tunisino (n. 1712)
- 29 maggio - Basilio Gonzaga, nobile italiano (n. 1711)

### Giugno
- 4 giugno - Cristina Carlotta d'Assia-Kassel, nobile tedesca (n. 1725)
- 11 giugno - Juan de Torrezar Díaz Pimienta, generale spagnolo
- 13 giugno - Anna Göldi, svizzera (n. 1734)
- 14 giugno - Edward Ligonier, I conte Ligonier, militare e nobile britannico (n. 1740)
- 17 giugno - Pietro Antonio Lorenzoni, pittore austriaco (n. 1721)
- 18 giugno - Marcantonio Marcolini, cardinale e arcivescovo cattolico italiano (n. 1721)
- 18 giugno - John Wood il Giovane, architetto britannico (n. 1728)
- 20 giugno - Bonifacio Finetti, filosofo e linguista italiano (n. 1705)
- 21 giugno - Giorgio Guglielmo d'Assia-Darmstadt, principe tedesco (n. 1722)
- 26 giugno - Antonio Visentini, pittore, architetto e incisore italiano (n. 1688)

### Luglio
- 1º luglio - Charles Watson-Wentworth, II marchese di Rockingham, politico britannico (n. 1730)
- 15 luglio - Farinelli, cantante castrato italiano (n. 1705)
- 16 luglio - Luisa Ulrica di Prussia, nobile svedese (n. 1720)
- 20 luglio - Carlo Giuseppe di Firmian, nobile e politico austriaco (n. 1718)
- 21 luglio - Augusto Federico di Sassonia-Meiningen, nobile tedesco (n. 1754)
- 22 luglio - Gennaro Basile, pittore italiano (n. 1722)
- 24 luglio - Felicita Sartori, miniaturista e pittrice italiana (n. 1713)

### Agosto
- 2 agosto - Gregorio Maria Rocco, religioso italiano (n. 1700)
- 3 agosto - Giovanni Ottavio Bufalini, cardinale e arcivescovo cattolico italiano (n. 1709)
- 6 agosto - Nicolas Chédeville, oboista e compositore francese (n. 1705)
- 7 agosto - Andreas Sigismund Marggraf, chimico tedesco (n. 1709)
- 10 agosto - Pasquale Bruscolini, sopranista italiano (n. 1718)
- 10 agosto - Vito Coco, storico, letterato e religioso italiano (n. 1723)
- 12 agosto - Stanisław Lubomirski, politico e nobile polacco (n. 1722)
- 13 agosto - Henri Louis Duhamel du Monceau, botanico e agronomo francese (n. 1700)
- 17 agosto - Antonio Martinelli, compositore italiano (n. 1704)
- 19 agosto - Francesco De Mura, pittore italiano (n. 1696)
- 23 agosto - Francesco Antonio Mayerle, pittore boemo (n. 1710)
- 27 agosto - John Laurens, rivoluzionario, militare e diplomatico statunitense (n. 1754)
- 28 agosto - Giulio Matteo Natali, vescovo cattolico italiano (n. 1702)
- 30 agosto - Joseph Pellerin, numismatico francese (n. 1684)

### Settembre
- 5 settembre - Bartolina Sisa, rivoluzionaria boliviana (n. 1750)
- 6 settembre - Giovanni Battista Cacherano di Bricherasio, generale italiano (n. 1706)
- 6 settembre - Martha Wayles Skelton Jefferson, politica statunitense (n. 1748)
- 8 settembre - Francesco Tassi, storico dell'arte italiano (n. 1710)
- 14 settembre - Serafino Filangieri, arcivescovo cattolico italiano (n. 1713)
- 22 settembre - Francesco Grisi, soprano italiano (n. 1709)
- 22 settembre - Gabriele Verri, nobile, politico e giurista italiano (n. 1695)

### Ottobre
- 2 ottobre - Charles Lee, generale britannico (n. 1732)
- 28 ottobre - Carlotta Amalia di Danimarca, principessa danese (n. 1706)

### Novembre
- 5 novembre - Benigna Gottlieb von Trotha gt Treyden, duchessa lettone (n. 1703)
- 6 novembre - Aloys Paul Trabucco, medico italiano (n. 1744)
- 9 novembre - Bartolomeo Giuseppe Amico di Castell'Alfero, architetto italiano
- 19 novembre - Maria Cristina di Sassonia, badessa tedesca (n. 1735)
- 20 novembre - Antoine Dupré, inventore francese (n. 1723)
- 21 novembre - Jacques de Vaucanson, inventore e artista francese (n. 1709)
- 24 novembre - Stefano Evodio Assemani, bibliotecario, orientalista e arcivescovo cattolico libanese (n. 1707)

### Dicembre
- 2 dicembre - Domenico Cattaneo, principe italiano (n. 1696)
- 7 dicembre - Hyder Ali, sultano e militare indiano (n. 1721)
- 9 dicembre - Lodovico Calini, cardinale italiano (n. 1696)
- 9 dicembre - Heinrich Wilhelm Muzell, ufficiale e diplomatico prussiano (n. 1723)
- 13 dicembre - Giovanni Antonio Galli, chirurgo italiano (n. 1708)
- 14 dicembre - Gaetano Alemani, pittore e scenografo italiano (n. 1728)
- 26 dicembre - Wilhelm Anton von der Asseburg, vescovo cattolico tedesco (n. 1707)
- 26 dicembre - Scipione Borghese, cardinale e arcivescovo cattolico italiano (n. 1734)
- 27 dicembre - Henry Home, scrittore, filosofo e avvocato scozzese (n. 1696)
- 28 dicembre - Maria Carolina di Savoia, principessa (n. 1764)
- 31 dicembre - Giorgio Crinazzi, musicista, tenore e compositore italiano (n. 1750)

### Senza giorno specificato
- Friedrich Ludwig Abresch, filologo classico e grecista olandese (n. 1699)
- Pierre Allais, francese (n. 1700)
- Amram ben Diwan, rabbino marocchino (n. 1743)
- Sabina Auffenwerth, ceramista e decoratrice tedesca (n. 1706)
- Maria Maddalena Baldacci, pittrice italiana (n. 1718)
- Stefano Bertolini, giurista italiano (n. 1711)
- Jean Jacques Flipart, incisore francese (n. 1719)
- Sergej Vasil'evič Gagarin, nobile e politico russo (n. 1713)
- Paolo Gamba, pittore italiano (n. 1712)
- Francisco Gutiérrez Arribas, scultore spagnolo (n. 1727)
- Paulus Constantin La Fargue, pittore olandese (n. 1729)
- Giuseppe Lapy, attore teatrale italiano
- Giovanni Manzuoli, cantante castrato italiano
- Jacques Marquet, architetto francese (n. 1710)
- Hyde Parker, ammiraglio britannico (n. 1714)
- William Pars, pittore inglese (n. 1742)
- Phraya Phichai, generale siamese (n. 1741)
- Joseph Pickford, architetto inglese (n. 1734)
- Ivan Andreevič Rejnsdorp, militare danese (n. 1730)
- Giulio Sacchetti, III marchese di Castelromano, nobile italiano (n. 1710)
- Sadiq Khan Zand, sovrano persiano
- Gennaro Sisti, abate e ebraista italiano (n. 1700)
- Gaetano Tacconi, medico e anatomista italiano (n. 1689)
- Girolamo Francesco Zanetti, storico, filologo e numismatico italiano (n. 1713)

## Calendario
| Calendario 1782 | Calendario 1782 | Calendario 1782 | Calendario 1782 | Calendario 1782 | Calendario 1782 | Calendario 1782 | Calendario 1782 | Calendario 1782 | Calendario 1782 | Calendario 1782 | Calendario 1782 | Calendario 1782 | Calendario 1782 | Calendario 1782 | Calendario 1782 | Calendario 1782 | Calendario 1782 | Calendario 1782 | Calendario 1782 | Calendario 1782 | Calendario 1782 | Calendario 1782 | Calendario 1782 | Calendario 1782 | Calendario 1782 | Calendario 1782 | Calendario 1782 | Calendario 1782 | Calendario 1782 | Calendario 1782 | Calendario 1782 | Calendario 1782 |
| --------------- | --------------- | --------------- | --------------- | --------------- | --------------- | --------------- | --------------- | --------------- | --------------- | --------------- | --------------- | --------------- | --------------- | --------------- | --------------- | --------------- | --------------- | --------------- | --------------- | --------------- | --------------- | --------------- | --------------- | --------------- | --------------- | --------------- | --------------- | --------------- | --------------- | --------------- | --------------- | --------------- |
|                 | 1               | 2               | 3               | 4               | 5               | 6               | 7               | 8               | 9               | 10              | 11              | 12              | 13              | 14              | 15              | 16              | 17              | 18              | 19              | 20              | 21              | 22              | 23              | 24              | 25              | 26              | 27              | 28              | 29              | 30              | 31              |                 |
| Gennaio         | Ma              | Me              | Gi              | Ve              | Sa              | Do              | Lu              | Ma              | Me              | Gi              | Ve              | Sa              | Do              | Lu              | Ma              | Me              | Gi              | Ve              | Sa              | Do              | Lu              | Ma              | Me              | Gi              | Ve              | Sa              | Do              | Lu              | Ma              | Me              | Gi              |                 |
| Febbraio        | Ve              | Sa              | Do              | Lu              | Ma              | Me              | Gi              | Ve              | Sa              | Do              | Lu              | Ma              | Me              | Gi              | Ve              | Sa              | Do              | Lu              | Ma              | Me              | Gi              | Ve              | Sa              | Do              | Lu              | Ma              | Me              | Gi              |                 |                 |                 |                 |
| Marzo           | Ve              | Sa              | Do              | Lu              | Ma              | Me              | Gi              | Ve              | Sa              | Do              | Lu              | Ma              | Me              | Gi              | Ve              | Sa              | Do              | Lu              | Ma              | Me              | Gi              | Ve              | Sa              | Do              | Lu              | Ma              | Me              | Gi              | Ve              | Sa              | Do              |                 |
| Aprile          | Lu              | Ma              | Me              | Gi              | Ve              | Sa              | Do              | Lu              | Ma              | Me              | Gi              | Ve              | Sa              | Do              | Lu              | Ma              | Me              | Gi              | Ve              | Sa              | Do              | Lu              | Ma              | Me              | Gi              | Ve              | Sa              | Do              | Lu              | Ma              |                 |                 |
| Maggio          | Me              | Gi              | Ve              | Sa              | Do              | Lu              | Ma              | Me              | Gi              | Ve              | Sa              | Do              | Lu              | Ma              | Me              | Gi              | Ve              | Sa              | Do              | Lu              | Ma              | Me              | Gi              | Ve              | Sa              | Do              | Lu              | Ma              | Me              | Gi              | Ve              |                 |
| Giugno          | Sa              | Do              | Lu              | Ma              | Me              | Gi              | Ve              | Sa              | Do              | Lu              | Ma              | Me              | Gi              | Ve              | Sa              | Do              | Lu              | Ma              | Me              | Gi              | Ve              | Sa              | Do              | Lu              | Ma              | Me              | Gi              | Ve              | Sa              | Do              |                 |                 |
| Luglio          | Lu              | Ma              | Me              | Gi              | Ve              | Sa              | Do              | Lu              | Ma              | Me              | Gi              | Ve              | Sa              | Do              | Lu              | Ma              | Me              | Gi              | Ve              | Sa              | Do              | Lu              | Ma              | Me              | Gi              | Ve              | Sa              | Do              | Lu              | Ma              | Me              |                 |
| Agosto          | Gi              | Ve              | Sa              | Do              | Lu              | Ma              | Me              | Gi              | Ve              | Sa              | Do              | Lu              | Ma              | Me              | Gi              | Ve              | Sa              | Do              | Lu              | Ma              | Me              | Gi              | Ve              | Sa              | Do              | Lu              | Ma              | Me              | Gi              | Ve              | Sa              |                 |
| Settembre       | Do              | Lu              | Ma              | Me              | Gi              | Ve              | Sa              | Do              | Lu              | Ma              | Me              | Gi              | Ve              | Sa              | Do              | Lu              | Ma              | Me              | Gi              | Ve              | Sa              | Do              | Lu              | Ma              | Me              | Gi              | Ve              | Sa              | Do              | Lu              |                 |                 |
| Ottobre         | Ma              | Me              | Gi              | Ve              | Sa              | Do              | Lu              | Ma              | Me              | Gi              | Ve              | Sa              | Do              | Lu              | Ma              | Me              | Gi              | Ve              | Sa              | Do              | Lu              | Ma              | Me              | Gi              | Ve              | Sa              | Do              | Lu              | Ma              | Me              | Gi              |                 |
| Novembre        | Ve              | Sa              | Do              | Lu              | Ma              | Me              | Gi              | Ve              | Sa              | Do              | Lu              | Ma              | Me              | Gi              | Ve              | Sa              | Do              | Lu              | Ma              | Me              | Gi              | Ve              | Sa              | Do              | Lu              | Ma              | Me              | Gi              | Ve              | Sa              |                 |                 |
| Dicembre        | Do              | Lu              | Ma              | Me              | Gi              | Ve              | Sa              | Do              | Lu              | Ma              | Me              | Gi              | Ve              | Sa              | Do              | Lu              | Ma              | Me              | Gi              | Ve              | Sa              | Do              | Lu              | Ma              | Me              | Gi              | Ve              | Sa              | Do              | Lu              | Ma              |                 |